# Best Seller (película)
Best Seller (Best Seller en España y Palabras que matan[cita requerida] en Hispanoamérica) es una película de acción neo-noir de 1987 dirigida por John Flynn y protagonizada por James Woods, Brian Dennehy y Victoria Tennant.

## Argumento
Dennis Meechum era un policía que ha dejado el cuerpo de policía de Los Ángeles y se ha vuelto escritor desde que murió su esposa por cáncer. Como escritor sabe, que para tener éxito él tiene que escribir un best-seller, cosa que no es nada fácil de hacer.
Sin embargo la suerte le sonríe puesto que se pone en contacto con él un criminal, Cleve. Es un asesino profesional ya retirado que quiere contarle su vida en el mundo de la delincuencia a las órdenes del importante hombre de negocios David Madlock, cuya fortuna ha nacido de negocios sucios y de crímenes. Cleve quiere desvelar todo para así vengarse del que fuera su jefe que le ha despedido sin darle todo lo que le había prometido.
En un principio Dennis no cree lo que le cuenta Cleve, pero los hechos le van mostrando que sí. También descubre que ha sido (y es) un peligroso hombre al que hay que temer.

## Reparto
| Actor            | Personaje       |
| ---------------- | --------------- |
| James Woods      | Cleve           |
| Brian Dennehy    | Dennis Meechum  |
| Victoria Tennant | Roberta Gillian |
| Allison Balson   | Holly Meechum   |
| Paul Shenar      | David Madlock   |
| George Coe       | Graham          |
| Anne Pitoniak    | Sra. Foster     |
| Mary Carver      | Madre de Cleve  |
| Sully Boyar      | Monks           |
| Kathleen Lloyd   | Annie           |

## Producción
Larry Cohen vendió su guion por 375 000 dólares bajo el título Hard Cover en 1981. Iba a filmarse en 1981 y Paul Newman también iba a participar en él. Sin embargo todo eso no ocurrió y la filmación en vez de ello se retrasó una y otra vez, en la que actores como Michael Moriarty y David Carradine también iban a participar. Sin embargo eso tampoco ocurrió.
Finalmente se empezó con ello el 5 de mayo de 1986 bajo el título Best Seller con los correspondientes protagonistas que participaron. Para rodar la película se filmó en Nueva York, en Malibú, California, en Los Ángeles, California y en Valencia, California. Una vez rodada, se estrenó la película el 25 de septiembre de 1987.

## Recepción
Hoy en día la producción cinematográfica ha sido valorada en portales cinematográficos y por los críticos profesionales. En IMDb, con aproximadamente 6100 votos registrados, la película obtiene una media ponderada de 6,4 sobre 10. En cuanto a Rotten Tomatoes, los más de 1000 votos registrados en el portal dieron a este filme una valoración media de 3,4 de 5, mientras que los 16 críticos profesionales que dieron una opinión allí, le dieron una valoración media de 6 de 10. También cabe destacar, que el 61% de los usuarios de La Vanguardia la valoraron positivamente.